# Piémontisation
Le terme  piémontisation (en italien piemontesizzazione) désigne, dans le contexte historiographique, l'extension de la structure politique et administrative du royaume de Sardaigne à toutes les régions italiennes unifiées en 1861 dans le nouveau royaume d'Italie.